# Tropinota spinifrons
Tropinota spinifrons är en skalbaggsart som beskrevs av Edmund Reitter 1889. Tropinota spinifrons ingår i släktet Tropinota och familjen Cetoniidae. Utöver nominatformen finns också underarten T. s. jakesi.